# دختران بالاشهری
«دختران بالاشهری» (انگلیسی: Uptown Girls) یک فیلم کمدی درام آمریکایی به کارگردانی بوآز یاکین است که در سال ۲۰۰۳ منتشر شد.

## بازیگران
- بریتانی مورفی
- داکوتا فانینگ
- مارلی شلتن
- دونالد فایسون
- جسی اسپنسر
- آستین پندلتن
- پل جیمز
- فیشر استیونس
- هتر لاکلیر